# Криничный сельсовет
Криничный сельсовет (бел. Крынічны сельсавет; до 1980 года — Бибиковский) — административная единица на территории Мозырского района Гомельской области Беларуси. Административный центр — агрогородок Криничный.

## История
Образован 20 августа 1924 года как Бибиковский сельсовет в составе Мозырского района Мозырского округа БССР. Центр — деревня Бибики. С 5 октября 1926 года в составе Слободского района, с 4 августа 1927 года — в составе Наровлянского района того же округа. После упразднения окружной системы 26 июля 1930 года в Наровлянском районе БССР. С 5 апреля 1935 года в составе Мозырского района, с 21 июня 1935 года — Мозырского округа. 23 августа 1937 года к сельсовету присоединена часть упразднённого Творичевского национального польского сельсовета. С 20 февраля 1938 года в составе Полесской области. 
Во Вторую мировую войну с августа 1941 года по январь 1944 года территория сельсовета находилась под немецкой оккупацией. 
С 8 января 1954 года в составе Гомельской области. 
11 июня 1980 года центр сельсовета перенесён в посёлок Криничный, сельсовет переименован в Криничный.

## Состав
Криничный сельсовет включает 10 населённых пунктов:
- Акулинка — деревня
- Бибики — деревня
- Гурины — деревня
- Криничный — агрогородок
- Лубня — деревня
- Матрунки — деревня
- Моложево — хутор
- Пеньки — деревня
- Стрельск — деревня
- Творичевка — деревня